# Гуамини
Гуамини (исп. Guaminí) — посёлок в Аргентине в провинции Буэнос-Айрес. Административный центр муниципалитета Гуамини.

## История
Во второй половине XIX века в Аргентине проходила военная кампания, вошедшая в историю как «Завоевание пустыни», в ходе которой произошло покорение территории, ранее занятой индейскими племенами. В ходе этой кампании сначала вперёд продвигались войска, а затем на занятой ими территории основывались поселения.
В этих местах наступление вела Западная дивизия под командованием подполковника Марселино Фрейре. 19 марта 1876 года её 7-й полк выдвинулся из форта Сан-Карлос, и 30 марта 1876 года достиг этих мест, основав поселение Санта-Мария-де-Гуамини. В 1883 году было официально утверждено название «Гуамини». Так как это был первый населённый пункт в этих местах, то после создания в 1886 году муниципалитета Гуамини его власти разместились именно здесь.